# Росново (Кошалінський повіт)
Росново (пол. Rosnowo) — село в Польщі, у гміні Маново Кошалінського повіту Західнопоморського воєводства.
Населення — 1995 осіб (2011).

## Демографія
Демографічна структура станом на 31 березня 2011 року:
|          | Загалом | Допрацездатний вік | Працездатний вік | Постпрацездатний вік |
| -------- | ------- | ------------------ | ---------------- | -------------------- |
| Чоловіки | 989     | 197                | 727              | 65                   |
| Жінки    | 1006    | 219                | 619              | 168                  |
| Разом    | 1995    | 416                | 1346             | 233                  |